# Anton von Braunbehrens

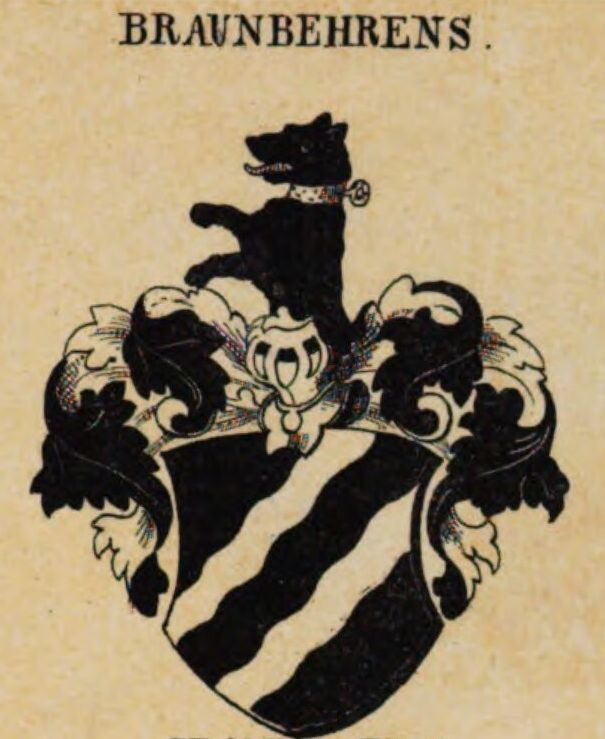
Wappen derer von Braunbehrens

Christian Heinrich Anton von Braunbehrens (* 9. November 1792 in Giersleben; † 21. Juni 1859 ebenda) war ein deutscher Beamter und Politiker.
Braunbehrens war der Sohn des anhalt-köthischen Amtsrates Johann Andreas Volrath Braunbehrens, Herr auf Giersleben und dessen Ehefrau Johanna Sophie Dorothea geborene Wagner. Er heiratete am 30. Juni 1816 in Giersleben Charlotte Walter (* 22. April 1792 in Giersleben; † 29. August 1867 in Dessau), die Tochter des Dodo Friedrich Walter. Aus der Ehe ging der gemeinsame Sohn Adolf von Braunbehrens hervor.
Braunbehrens war Herr auf Giersleben. Am 3. August 1835 wurde er in den anhalt-köthenschen Adelsstand erhoben. Als Grund führte die herzogliche Ernennung auf „wegen seiner guten Sitten und vorzüglichen Tugenden, seiner treu eifrigen Gesinnung gegen das herzogliche Haus und wegen Errettung mehrerer Personen vor dem Ertrinken, mit eigener Lebensgefahr, bei der Wipperüberschwemmung“. Er war anhalt-köthenscher Finanzrat sowie Kreisdirektor in Giersleben (bis zur Neuorganisation der Kreisstruktur aufgrund des Gesetzes vom 21. Mai 1850) mit dem Titel „Gemeiner Finanzrat und Kreisdirektor aus Giersleben“.
Er gehörte bis 1848 dem weiteren Ausschuss der Anhaltinischen Landschaft an. Nach der Märzrevolution 1848 wurde er für den Wahlbezirk Justizamt Warmsdorf in den Konstituierenden Landtag und 1849 für den Wahlbezirk Giersdorf in den ersten und zweiten ordentlichen Landtag von Anhalt-Köthen gewählt. Dort war er vom 21. Januar bis 22. Juli 1850 Vizepräsident. Die Mitglieder dieses Speziallandtags waren auch Mitglieder des Vereinigten Landtags der Herzogtümer Anhalt-Dessau und Anhalt-Köthen.
Auf Antrag der herzoglichen Regierung wurde er vom Landtag als Abgeordneter in das Staatenhaus des Erfurter Unionsparlamentes gewählt.
Sowohl eine Schwester des Christian Heinrich Anton von Braunbehrens, als auch seine Tochter Agnes Sophie, wurden mit Nachkommen seines Cousins Johann Christian Heinrich Salmuth vermählt, die Besitzer des Salmuthshof bei Giersleben waren.